# 黃燦章
黃燦章，字克成，號凌雲，贵州遵義人，清朝官员，同進士出身。

## 生平
同治七年（1868年）戊辰科進士，三甲九十九名，官禮部主事。